# Hon-Hergies

Hon-Hergies este o comună în departamentul Nord, Franța. În 1 ianuarie 2022 avea o populație de 879 de locuitori.